# روح سنت لوئیس (فیلم)
روح سنت لوییس (انگلیسی: The Spirit of St. Louis) فیلمی در ژانر زندگینامه‌ای به کارگردانی بیلی وایلدر است که در سال ۱۹۵۷ منتشر شد.

## بازیگران
- جیمز استوارت
- مارک کانلی
- کریتن هالی
- مورای همیلتون
- دبز گریر
- جانی لی
- اولین هولند
- رابرت ویلیامز
- ویرجینیا کریستین